# Johanna Hens
Johanna Hens (* 28. Juni 2002 in Köln) ist eine deutsche Schauspielerin.

## Leben
Hens besuchte die Gesamtschule Holweide im Kölner Stadtteil Holweide. 2016 verkörperte sie in insgesamt zehn Episoden der Fernsehserie Herzensbrecher – Vater von vier Söhnen die Rolle der Leonie Büchner. Ab 2018 folgten Episodenrollen in verschiedenen deutschen Fernsehserien. So war sie 2018 in jeweils einer Episode der Fernsehserie Der Bergdoktor und Lifelines zu sehen. Mit ihrer Besetzung im Rosamunde-Pilcher-Film Morgens stürmisch, abends Liebe folgte ihr Filmdebüt. Im selben Jahr folgten Rollen im Fernsehfilm Was wir wussten – Risiko Pille und eine Episodenrolle in Heldt. 2020 und 2023 war sie in der Fernsehserie Der Staatsanwalt zu sehen. 2021 wirkte sie in der Fernsehserie Tierärztin Dr. Mertens mit.

## Filmografie
- 2016: Herzensbrecher – Vater von vier Söhnen (Fernsehserie, 10 Episoden)
- 2018: Der Bergdoktor (Fernsehserie, Episode 11x07 Getrennte Wege)
- 2018: Lifelines (Fernsehserie, Episode 1x10 Alle guten Dinge sind drei)
- 2019: Rosamunde Pilcher: Morgens stürmisch, abends Liebe (Fernsehfilm)
- 2019: Was wir wussten – Risiko Pille
- 2019: Heldt (Fernsehserie, Episode 7x01 Nur das Beste)
- 2020: Vatersland
- 2020, 2023: Der Staatsanwalt (Fernsehserie, 2 Episoden)
- 2021: Tierärztin Dr. Mertens (Fernsehserie, 4 Episoden)
- 2021: Alarm für Cobra 11 – Die Autobahnpolizei (Episode 26x12 Folge Innerer Feind)
- 2021: Das Lied des toten Mädchens (Fernsehfilm)
- 2022: Das Traumschiff: Lappland (Fernsehreihe)
- 2022: Sommer auf drei Rädern (Fernsehfilm)
- 2024: Pauline (Miniserie)